# 기형학
기형학(畸形學)은 유전적 혹은 환경적 요인에 의한 선천적 기형을 다루는 학문이다. 고대에는 기형을 신의 계시로 여겼다. 이런 까닭에 종교계를 중심으로 기형으로부터 신의 뜻을 찾아 해석하는 것이 기형에 대한 주 연구 방법이었다. 이를 초기 기형학의 모습이라 할 수 있다. 기술이 발달하면서 기형에 대한 인식 또한 신에게서 과학으로 옮겨간다. 기형학의 모습도 종교계를 축으로 하는 해석중심에서 의학계 축으로 하는 기형의 원인규명으로 바뀐다. 18세기 후반에는 프랑스의 저명한 두 동물학자 퀴비에와 에티엔 조프루아 생틸레르가 척추동물과 무척추동물 사이의 연속성을 둘러싸고 논쟁을 벌이면서, 조프루아에 의해 환경 속에서 다양하게 변이되는 '양태'로서 생물체를 바라보는 관점이 제시된다. 조프루아의 주장은 과학사뿐만 아니라 들뢰즈를 비롯한 당대의 많은 철학자, 문학가들의 관심을 받았고, 나아가 그의 아들 이시도르 조프루아 생틸레르에 의해 괴물과 기형 전반을 아우르는 기형학이라는 학문이 정립된다. 20세기 초에는 기형의 발생과정이 진화론의 관점에서 중요한 요소로 작용했다. 이 시기에는 진화에서의 연속성 문제를 둘러싸고, 다윈주의의 생물측정학파와 멘델학파의 격변론으로 나뉘어 논쟁이 과열되었다. 불연속성을 지지하는 멘델학파는 진화에서 기형이 중요성을 띄고 있다고 생각하였고, 연속성을 지지하는 생물측정학파는 기형은 자연선택에 의해 자동적으로 소멸되어 진화에 영향을 미치지 않는다고 생각했다. 약 30년 동안 지속된 논쟁은 신다윈주의가 생겨나면서 마무리 된다. 그 후 현대에 이르러서는 의학의 한 분야로 통합되어 기형을 임상적으로 분류하고 원인을 밝히는 데 초점을 두고 있다.

## 초기 기형학의 역사

### 고대
고대 사람들은 생명의 탄생과 그 형(形)이 신으로부터 주어진 것이라 믿었다. 그런 그들에게 기형은 매우 혼란스러운 것이었으며 그 안에 특별한 신의 뜻이 담겨있을 것이라 여졌다. 현대 발생학과 같은 지식이 없었던 데다가 공동체 규모가 작아 기형의 탄생은 매우 희귀한 경우였기에 의미를 부여하게 된 것이다. 때문에 기형이 태어나면 의학계와 종교계를 중심으로 기형의 원인을 분석하고 의미를 부여했다. 의미가 부여된 기형은 상상력을 가미하여 신화적 요소로 재탄생 된다. 이렇게 탄생한 괴물과 기형 전반을 다루면서 그 형(形)에서 어떤 신의 계시를 찾아 전하는 것이 초기 기형학의 모습이다.

#### 신화 속 기형
기형을 신의 뜻이라 믿었던 고대 사람들은 기형이 태어나면 그 형에 의미를 부여하며 신의 계시를 해석하려 했다. 대체로 기형은 혐오의 대상으로 신의 징벌을 상징했으나 지역이나 형(形)에 따라 신격화되기도 했다. 고대 사람들의 기형을 어떻게 인식했는지 여러 문헌을 통해 쉽게 찾아볼 수 있으며, 인도에서는 현재까지 기형을 신격화하는 인식이 남아있다.
- 랄리

2008년 안면기형으로 태어난 아이로, 하나의 얼굴에 눈 두 쌍, 코 두 개, 입 둘을 가진 채 태어났다. 많은 사람들이 랄리가 눈을 세 개 가졌다고 전해지는 두르가 여신의 환생이라 여기며 존경을 표했다.

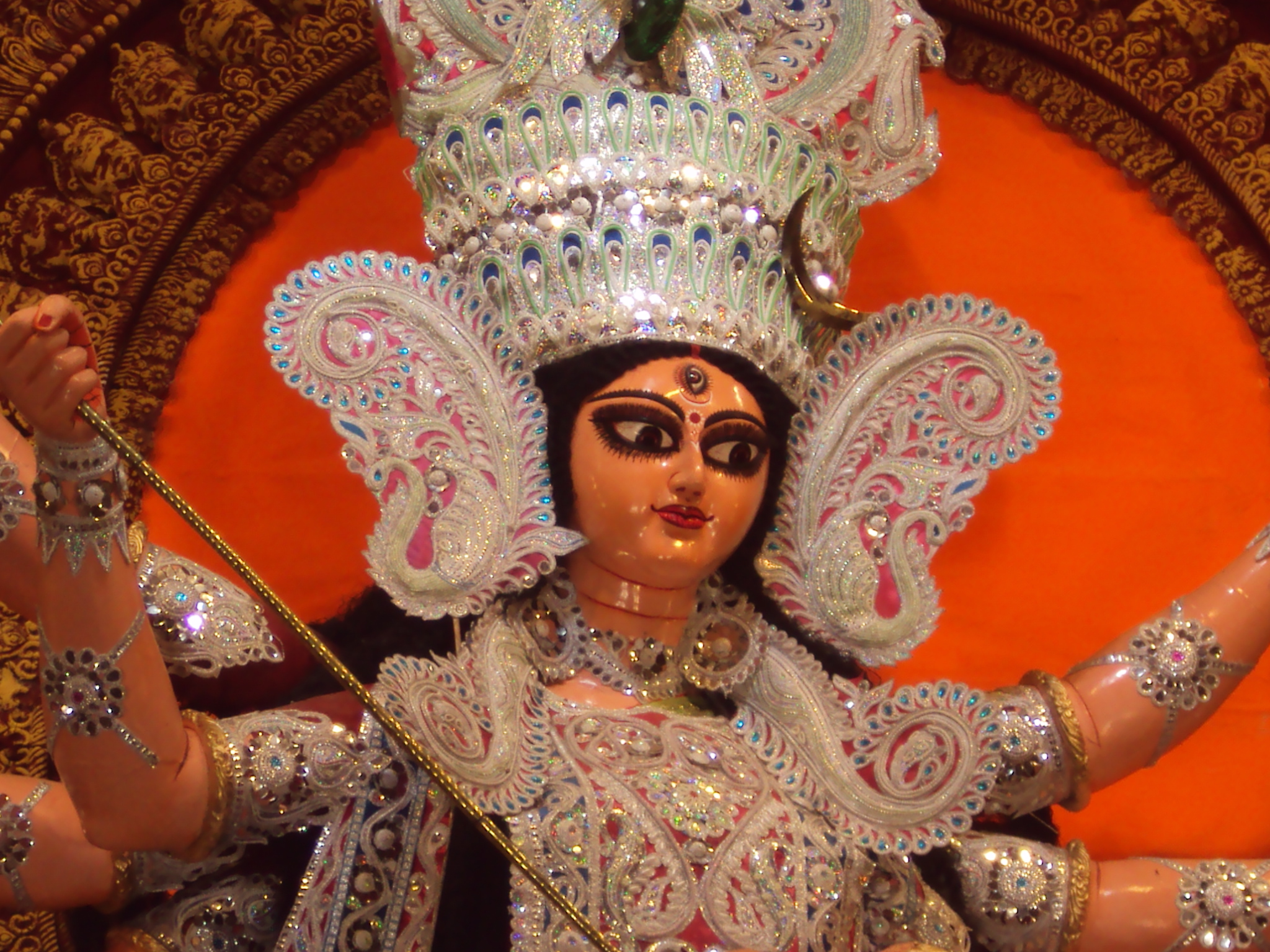
두르가 여신

- 히즈라

인도의 제3의 성으로, 원래는 자웅동체로 태어난 성염색체 기형이다. 히즈라가 되기 위해서 거세한다.

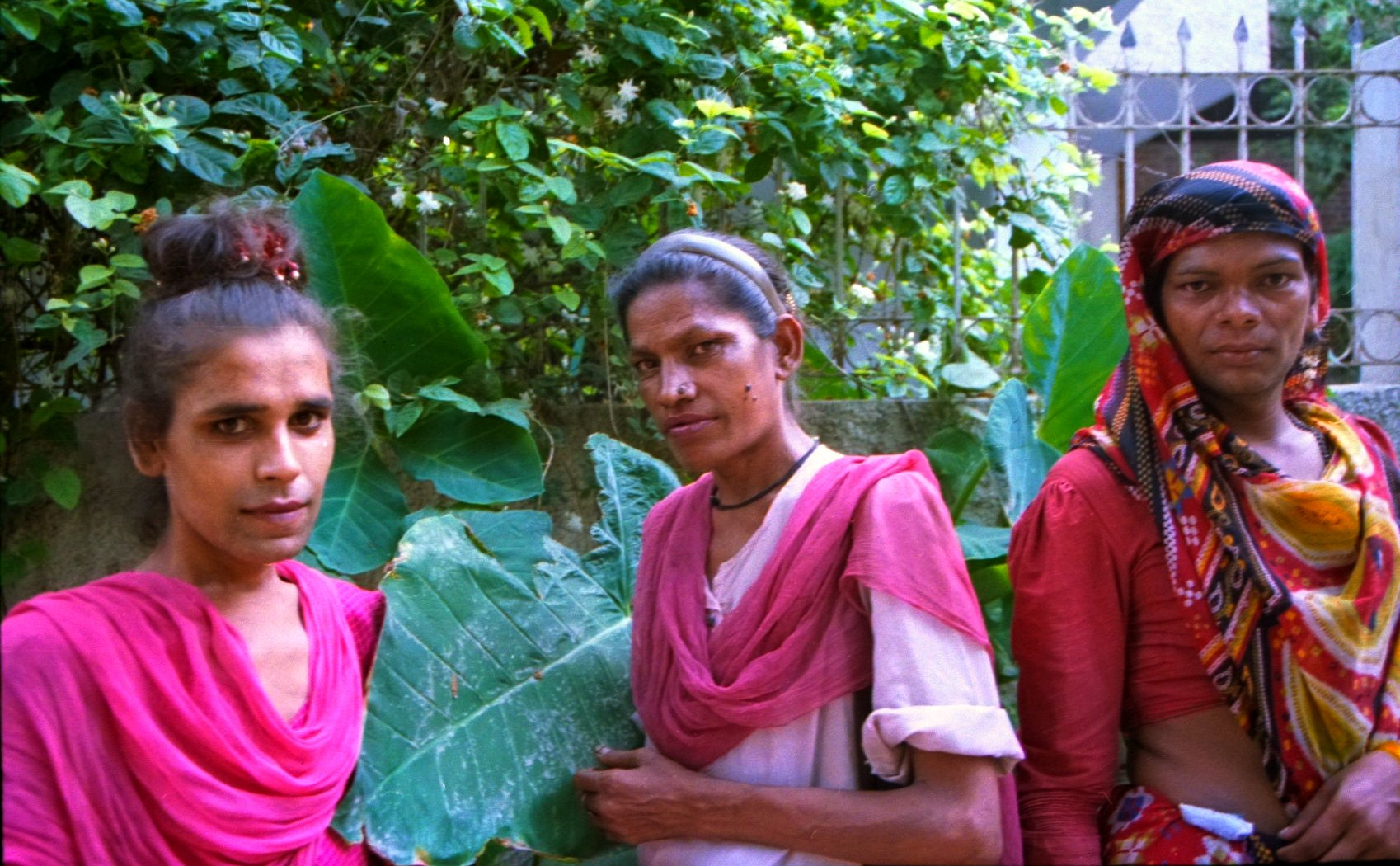
히즈라
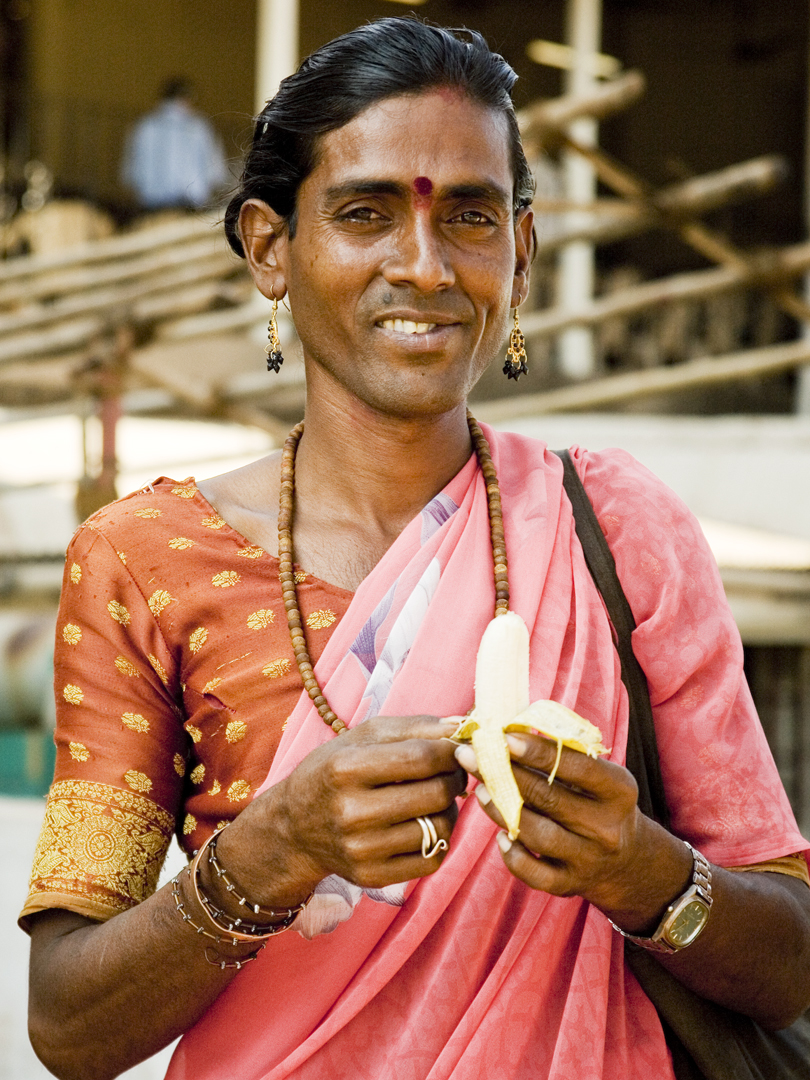
히즈라
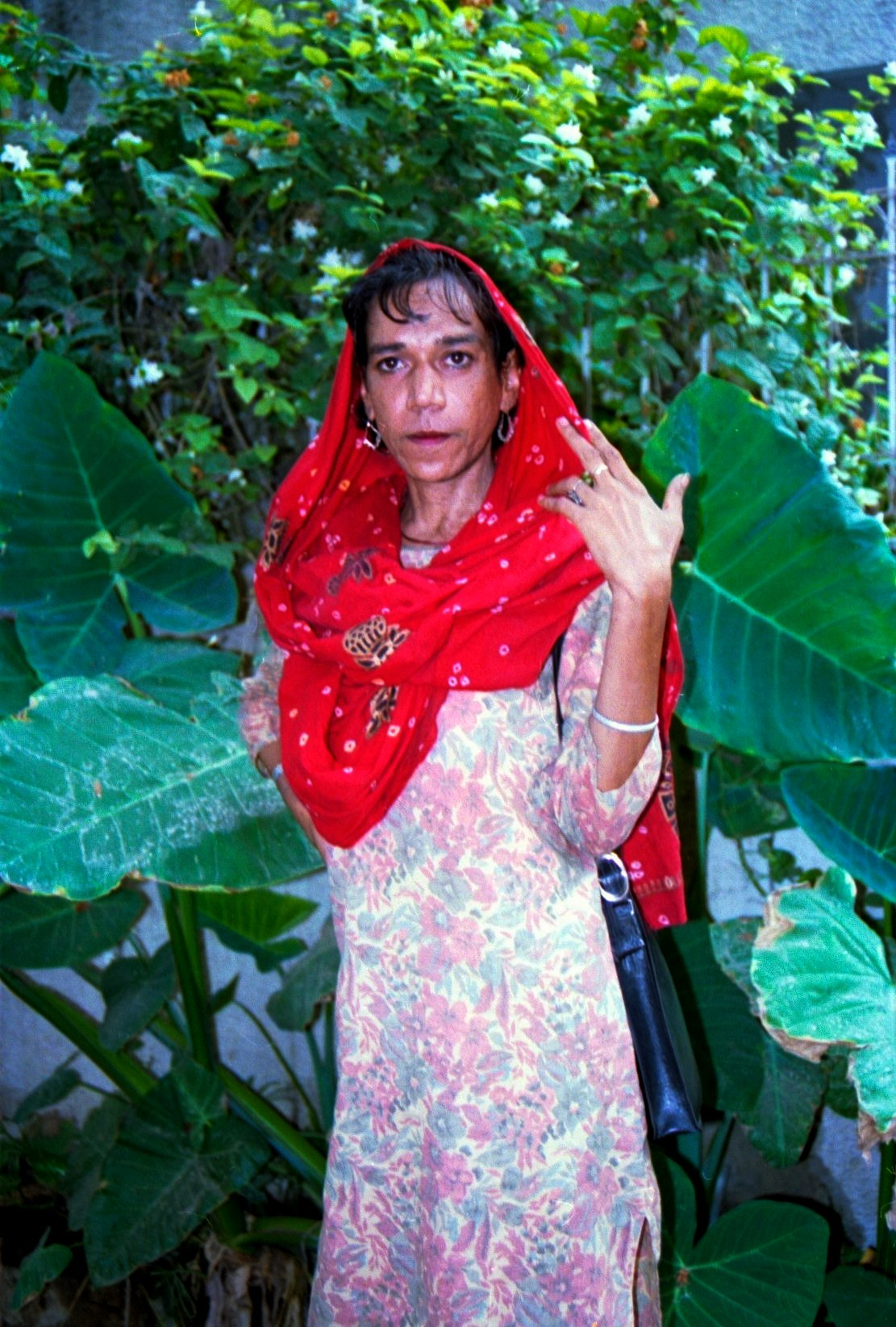
히즈라

- 피그미

호메로스의 일리아스 제 3권에 등장하는 두루미에 의해 죽음에 이르는 피그미가 바로 이것이다. 불핀치의 그리스로마신화에 의하면 피그미는 난쟁이종족으로 그 신장이 대략 33센치미터정도였다고 한다. 피그미 족은 단지 상상에 의한 신화 속 존재가 아니라 기형의 한 형태로, 실제로 여러 문헌에서 찾아볼 수 있다. 벨라스케스, 반 다이크 등 여러 화가의 작품 속에 궁정난쟁이들이 등장한다. 그들은 귀족의 장난감으로 역할을 하며 조롱의 대상이 되곤 했다. 반면 사교계에서 이름을 알리고 작위를 받는 등 화려한 삶을 살다가 생을 마감한 요셉 보루블라스키 같은 난쟁이도 등장한다. 부푼 얼굴과 목을 가진 켈밤 화이트램과 스위스의 가수 요한 보름베르크도 발견할 수 있다. 이들이 이렇게 작은 형상을 갖게 된 원인은 왜소증을 겪고 있기 때문이다. 왜소증은 성장호르몬 조절을 담당하는 유전자에 이상이 생기거나, 연골무형성증과 같은 뼈질환의 경우 나타난다. 완벽한 신체비율을 가지는 왜소증의 경우 유전자 이상으로 인해 성장호르몬이 적게 분비어 작은 신체 크기를 갖게 된 것이다. 연골무형성증과 같은 원인으로 발생하는 왜소증은 몸통길이는 보통이나 사지가 짧고 뭉툭한 모습을 띠어 신체 불균형을 보인다. 현대 피그미족이라 불리는 아프리카 피그미족의 경우 성인 남성 평균키가 150센치미터 이하라서 피그미족이라 불리고 있으나, 그들의 키가 작은 원인은 성장호르몬 문제나 연골무형증이 아니라 또 다른 성장에 영향을 주는 요소인 유사인슐린 성장인자-1(insulin-like growth factor-1, IGF-1)의 상대적 부족으로 보인다.

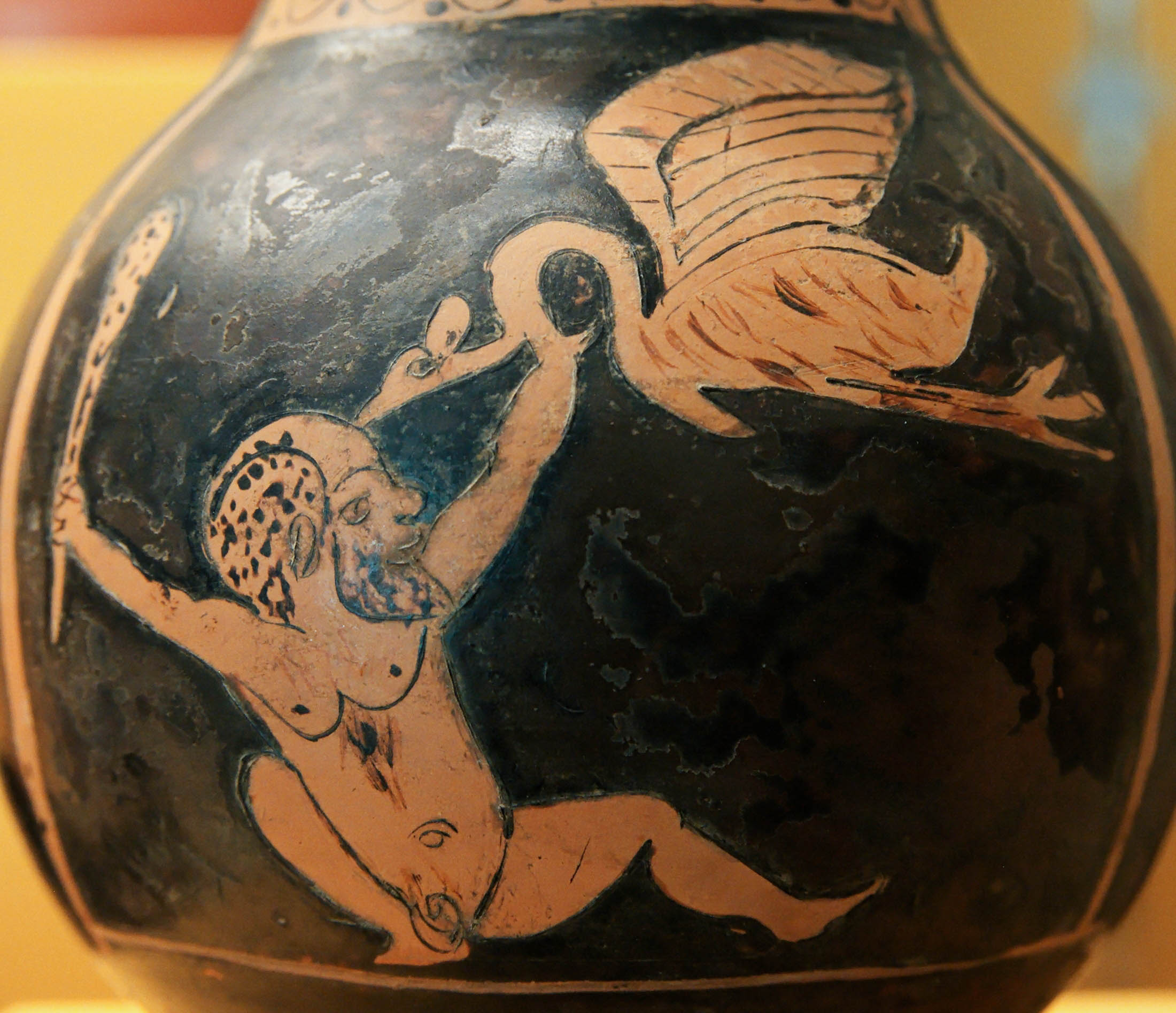
신화 속 피그미
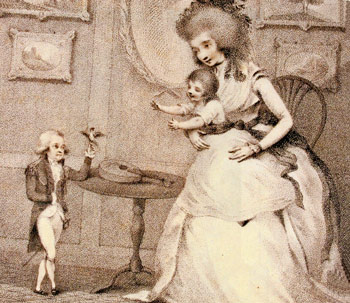
왜소증

- 프로테우스

그리스 로마 신화에 등장하는 프로테우스는 포세이돈의 아들로 자신의 모습을 자유롭게 바꿀 수 있는 능력을 가졌다. 이 능력 또한 기형의 한 형태에서 비롯된 것으로 여겨진다. 성장호르몬의 문제로 인해 세포증식이 계속되는 경우, 신체 일부가 튀어나오거나 주름지는 등의 현상이 몸 여기저기에서 나타나게 된다. 이러한 증상을 프로테우스 증후군이라 한다.
- 세이렌

그리스 로마 신화에 등장하는 세이렌은 상반신은 아름다운 여성이며 하반신은 물고기의 꼬리를 가진 존재이다. 매너티나 듀공을 보고 만들어낸 산물이라는 설이 있으나 또 다른 주장으로는 다리가 붙은 기형을 보고 만들어낸 신화적 존재라는 설도 있다.

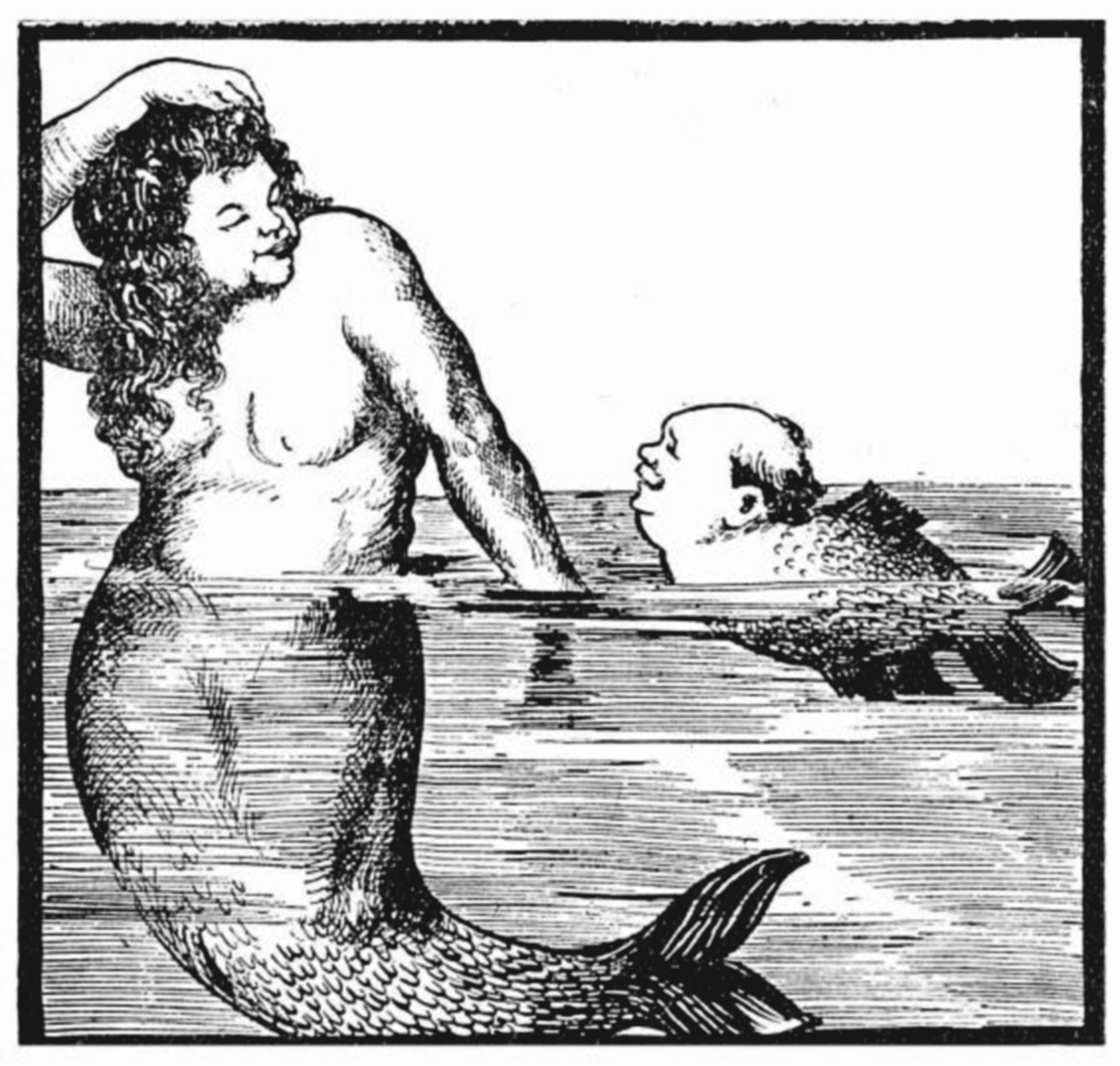
문헌 속 세이렌
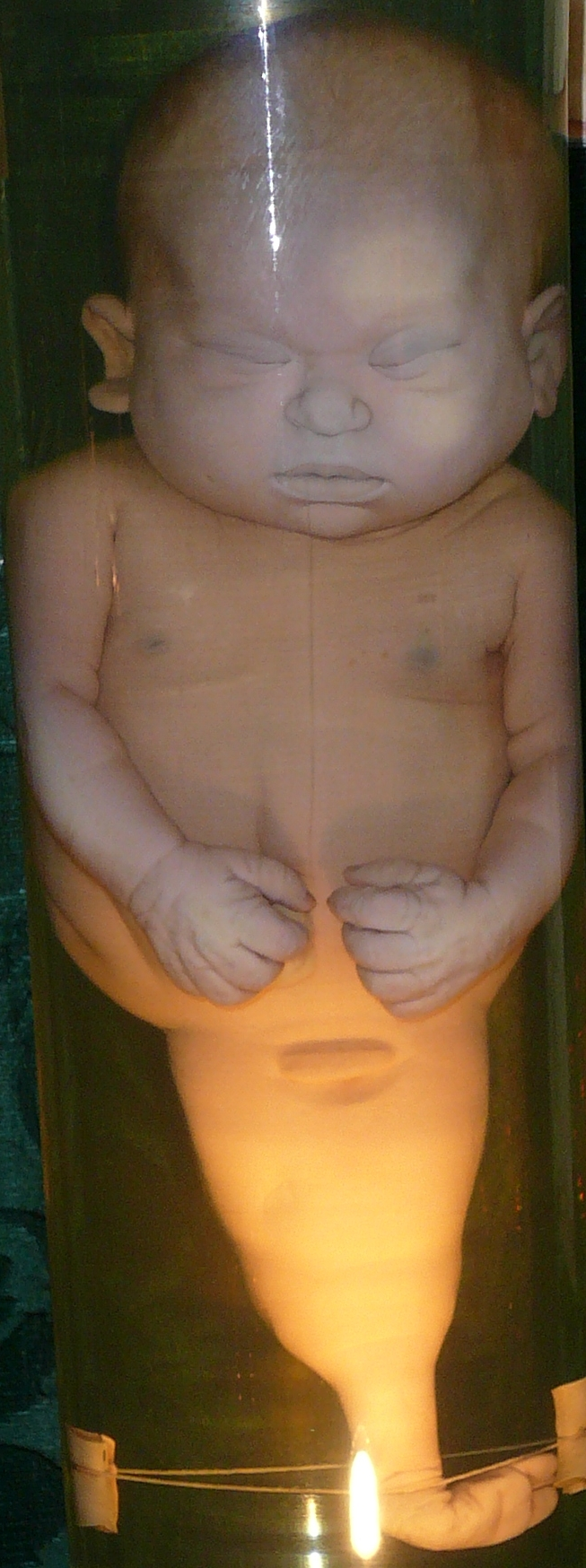
다리가 붙은 기형

- 사이클롭스

그리스 로마 신화에 등장하는 거인으로 정수리에 눈이 하나 있는 것이 특징이다. 외눈증과 그 형질이 같다.

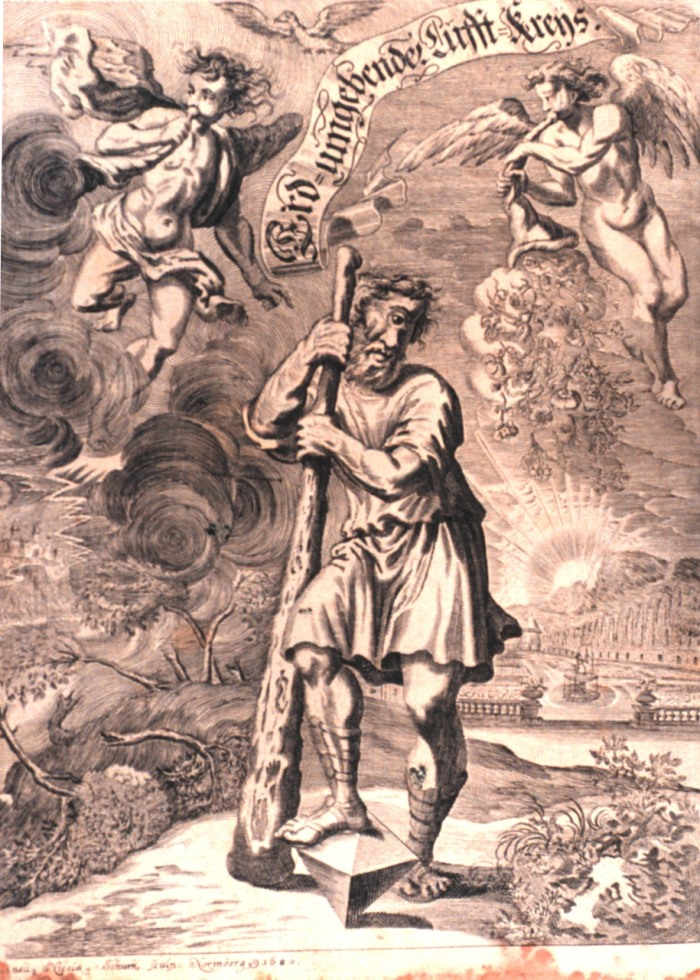
사이클롭스
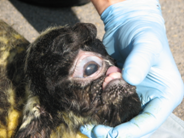
외눈증
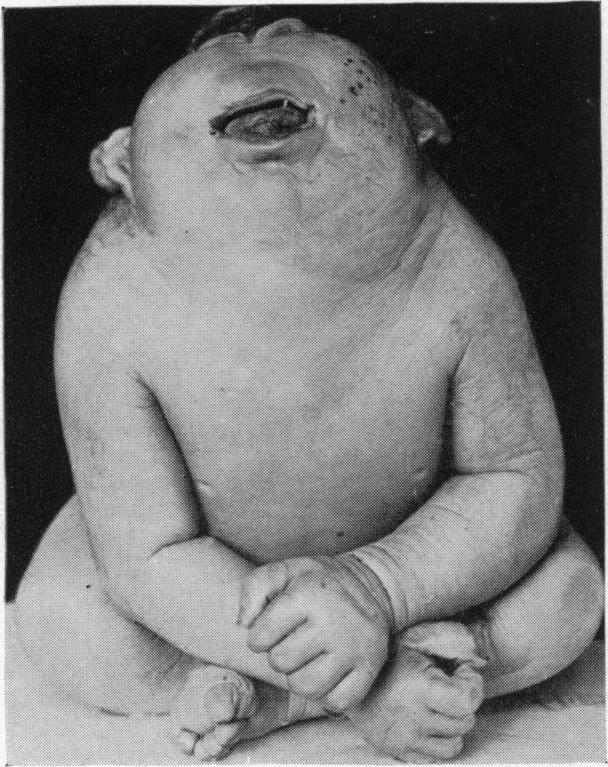
외눈증

- 케르베로스

그리스 로마 신화에 나오는 저승의 문지기로 여러개의 머리를 가진 개다. 헤시오도스의 신들의 계보에 의하면 머리가 50개 달린 개라고 묘사되나, 머리가 셋이라는 표현이 대부분이다. 얼굴이 여러개로 발현되는 결합쌍둥이인 두얼굴증과 모습이 같다.

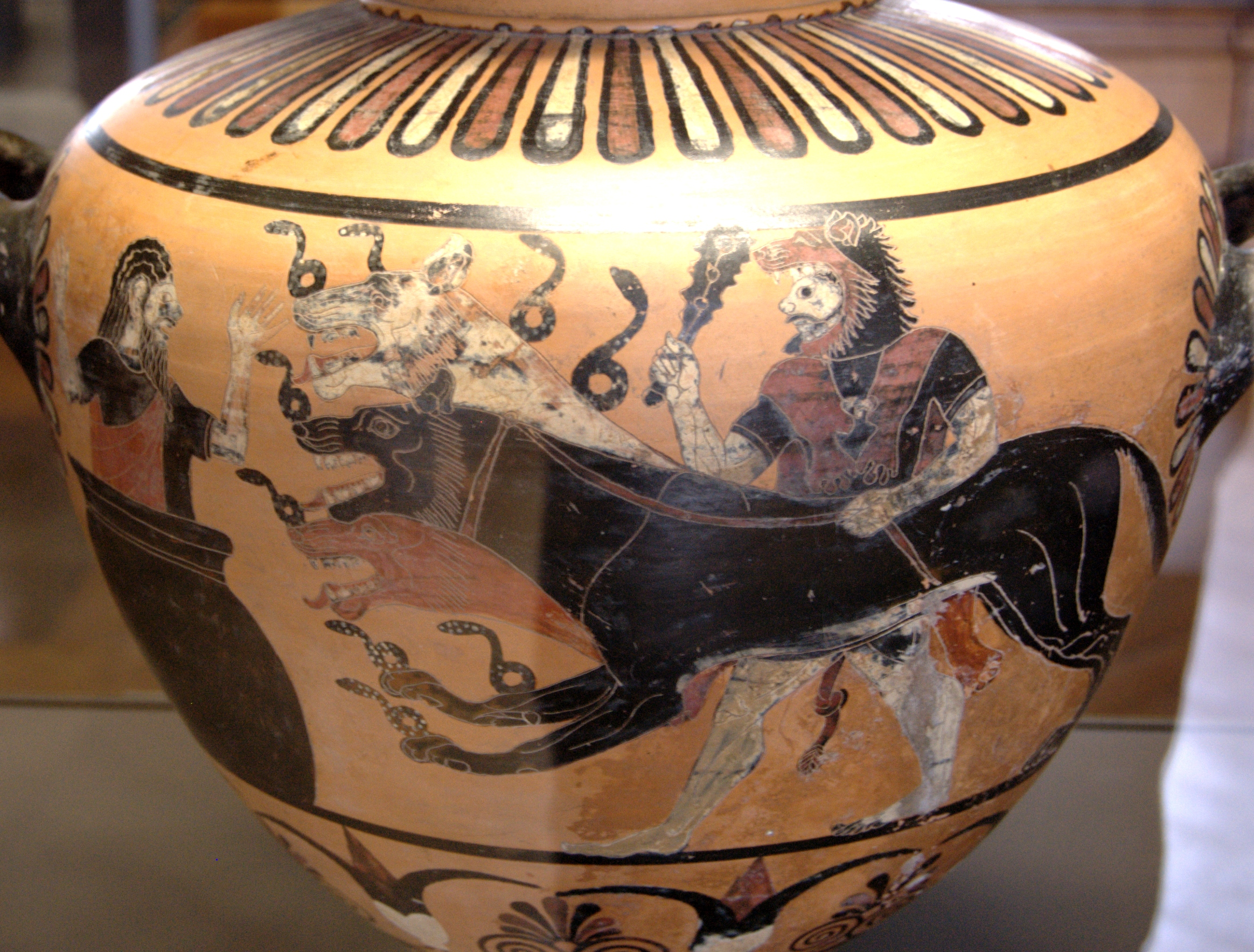
케르베로스
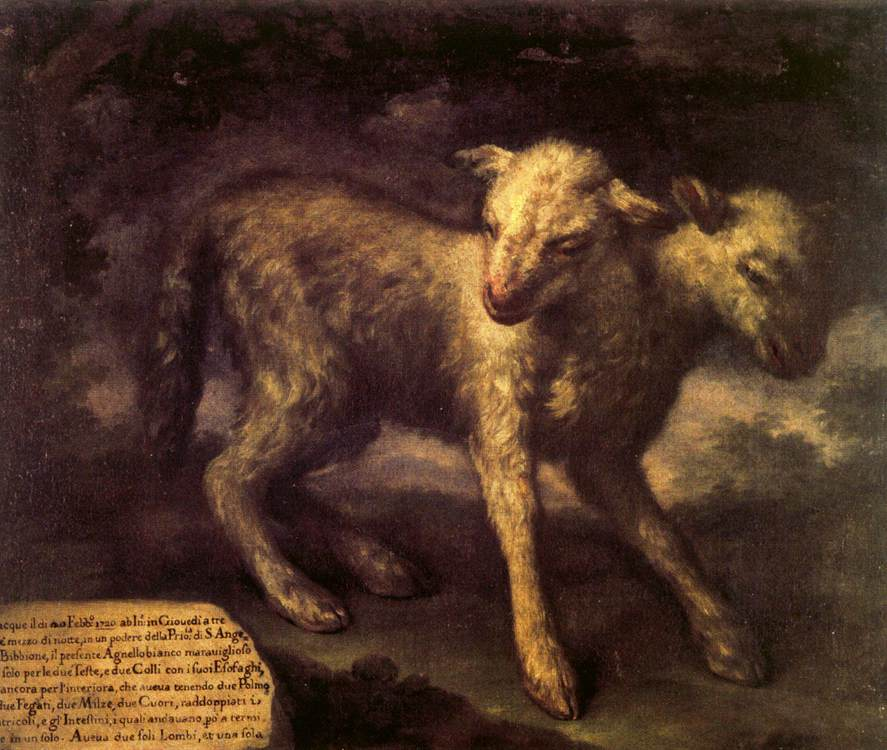
머리 둘달린 양
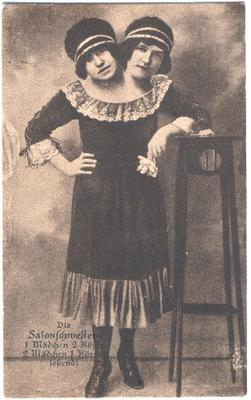
결합쌍둥이자매

- 흡혈귀

드라큘라로 잘 알려진 흡혈귀는 사람이나 동물의 피를 주식으로 하는 상상의 존재이다. 드라큘라는 피부가 햇빛에 쬐여지면 피부가 타고, 마늘에 약한 것이 특징 중 하나이다. 이러한 특징들은 적혈구 질환 중 하나인 포르피린증과 유사하다.

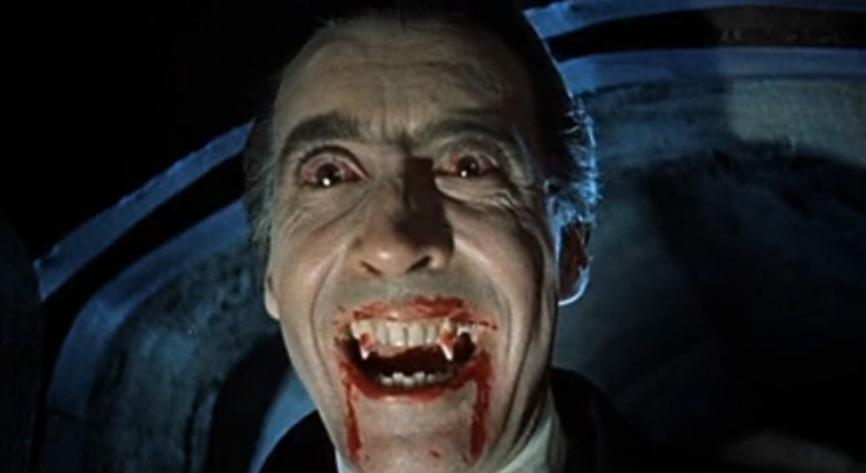
드라큘라

### 16세기 이후
인쇄술의 발달과 함께 기형에 대한 정보를 이전에 비해 빈번하게 접하게 되면서 그동안 기형이 갖고 있던 신의 계시로의 상징성이 떨어졌다. 더 이상 어떤 의미를 가질 만큼 특별한 것이 아니게 된 것이다. 기형을 바라보는 인식의 변화에 따라 기형을 연구하는 방향도 변하게 된다. 형(形)에 대한 의미부여보다는 괴물 자체에 대한 과학적 탐구를 통한 원인 규명에 초점을 맞춘다. 기형의 원인이 단순 신의 섭리가 아닌 자연의 다른 어떤 것에 있을 것이라고 생각하며 연구하는 방향으로 기형학의 모습이 바뀐다.
이런 새로운 사조에 주목할 만한 인물 중 하나로 앙브루아즈 파레가 있다. 프랑스의 외과 의사였던 앙브루아즈 파레는 1573년 <괴물과 경이로운 것들에 대하여> 라는 책을 출간하는데, 이 책이 기형의 원인에 초점을 맞춘 새로운 사조의 시발점이라 여겨진다. 이 책에서 기형이 만들어지는 열세가지 원인을 제시한다. 이 원인들이 여전히 발생학과는 거리가 멀지만, 기존의 기형학과는 달리 기형을 온전히 신의 영역에 놓지 않고 다소 과학적으로 접근하여 원인규명을 하고자 했다는 점에서 의의를 가진다. 또한 파레가 이 책을 통해 기형을 괴물과 경이로운 것으로 구분한 것도 주목할 만한 점이다. 이 책에서 괴물이란 자연적인 방향에서 다소 벗어난 비자연적인 것으로 이를테면 반인반수가 그러하다. 경이로운 것이란 자연적인 방향에 완전히 반하는 반자연적인 것으로 인간이 낳은 알의 경우가 이에 속한다.

### 과학혁명 이후
파레 이후 과학혁명과 함께 기형의 원인을 밝히는 학문으로의 기형학이 활발해지면서 기형은 점점 더 신의 영역에서 멀어진다. 1616년 이탈리아의 학자 포르투니오 리체티는 자신의 저서 <자연에서 찾은 괴물의 원인과 다양성>에서 기형을 자연의 실수정도로 여기며 경이로운 것을 기형에서 제외한다. 신화적 요소로의 부정확한 기형을 철저히 배제하고 명확히 인식되는 것만을 연구한다.
자연계 법칙 발견과 함께 기형에 대한 연구는 더욱 과학적이 되어 영국의 윌리엄 하비는 트리니티 칼리지에서 닭의 알을 통해 배아 발생과정을 연구하고, 새끼를 밴 사슴을 통해 태아의 성장과정을 관찰했다. 그의 연구는 논문 <동물발생학>에 잘 드러나는데, 주목할만한 점은 기형에 대해 근거 없이 원인을 밝히던 기존의 기형학과 달리 직접 실험과 해부를 통한 동물의 발생 연구를 했다는 점이다. 프랜시스 베이컨 또한 기형의 원인에 대한 과학적 연구가 필요하다 주장하면서 기형의 수집의 중요성을 말한다. 당시 기형을 수집하는 것은 상당히 일반적인 일이었는데, 베이컨의 특이점은 기형의 원인규명을 목적으로 하는 것이 아니라 수단으로 하여 궁극적으로는 자연적인 것과 생소한 것 모두를 설명하는 자연법칙을 이해하고자 했다는 데에 있다.

## 18세기 후반: 기형학의 성립
윌리엄 하비와 프랜시스 베이컨의 과학적 접근에도 불구하고 여전히 부족한 과학적 지식으로 인해 한계점을 보였다. 이에 새로운 지식을 제공하며 기형학의 새로운 지평을 밝힌 사람이 프랑스의 해부학자이면서 자연사학자인 에티엔 조프루아 생틸레르이다. 생틸레르의 등장 이후로 현대기형학이 시작된다. 그의 아들 이시도르 조프루아 생틸레르가 현재 쓰이고있는 ‘기형학(teratology)'라는 용어를 도입하면서 비로소 병리학의 한 연구분야로 인정받는다.

### 퀴비에와 조프루아의 논쟁
조르주 퀴비에와 에티엔 조프루아 생틸레르는 19세기 초 프랑스의 저명한 동물학자로 비교 해부학을 확립하는데 공언하였다. 그런데 조프루아의 제자인 로랑세, 메이랑스가 척추동물의 구조를 바꾸면 두족류가 될 수 있다는 연구를 발표하면서 척추동물과 무척추동물을 연결시키려고 하자, 퀴비에가 반대하면서 과학계에서는 격렬한 논쟁이 벌어지게 된다. 이와 같은 1830년대의 논쟁을 통해 두 동물학자는 생물체의 존재 기반에 대해 기능과 구조에 각각 초점을 맞추면서 서로 상반된 입장에서 이론을 진행시켜나가게 된다.
이전에 동물계는 칼 폰 린네에 의해 6개의 강으로 나뉘어 있었고, 이는 18세기에 정설로 받아들여졌다. 19세기에는 퀴비에의 치밀한 연구를 통해 “척추동물, 연체동물, 관절동물, 방사동물”의 4분법으로 동물의 분류가 확정된다. 퀴비에는 과학적으로 실험되고 증명된 4분법으로 나뉜 동물들 사이에는 단순히 유사성이나 유추를 통해 연결될 수 없는 명백한 차이가 있다고 주장한다. 퀴비에는 먼저 ‘1차 형질’은 불변적인데 비해 ‘2차 형질’은 가변적인 것이라고 정의하면서, 생물체를 분류하는데 있어서 이 형질의 위계가 기준이 된다고 주장한다. 그리고 각 종들마다 특정 기관들의 완전성이 모두 다르기 때문에, 생물체의 종들 사이에 연결 고리라는 것은 없다. 퀴비에는 4개의 독자적 계열을 구축하면서, “생존에 요구되는 조건”에 의해 구조가 생겨나는 것일 뿐이므로 무엇보다 기능이 유사할 때에만 연속성이 가능한 것이라고 강조한다. 그렇기 때문에 퀴비에는 모든 생물체에게서 공통된 도안을 찾고자 하는 것이 조프루아의 상상에 불과한 것으로 본다.
조프루아는 1830년 <연체동물의 조직에 관하여> 라는 논문을 통해 척추동물과 연체동물 사이에는 “유기조직 사이의 상동성”이 존재할 수 있다고 주장한다. 그에게 있어서 한 개체는 이를 구성하고 있는 각 부분들이 온갖 변형을 통해 조직화된 것이다. 즉 조프루아는 공통된 도안을 갖는 생물체들이 각각 ‘환경 작용’에 의해서 구조를 형성하게 된다고 주장한다. 이 때 적응을 어느 정도 할 수 있느냐에 따라 생물체들이 다양한 방식으로 조직되는 것이다. 그렇기 때문에 각 종들은 ‘구조의 유사성’을 통해 연속된 것으로 설명할 수 있다. 조프루아는 유기체들이 하나의 구조로부터 변형되어나간다고 믿었고, <유추론자의 이론에 대하여>라는 논문에서 아리스토텔레스 역시 연체동물과 물고기류 사이의 유사성을 언급했으며, 그뿐만 아니라 베이컨, 아이작 뉴턴 역시‘유사성' 개념을 통해 동물계를 설명하고 있다고 제시한다. 그러나 조프루아는 동물계를 설명하는데 있어서 단순하게 아리스토텔레스처럼 기능, 형태라는 틀 안에서만의 유추가 아니라, 환경 속에서 무궁무진하게 변형될 수 있는 ‘양태’로서의 개념을 도입했다는 점에서 그 자신의 이론을 부각시키고 있다.

### 조프루아의 기형학과 들뢰즈의 존재론
당시 퀴비에-조프루아 논쟁은 많은 과학사가들 뿐만 아니라 작가, 철학자들에게 관심을 받았지만, 특히 20세기 후반의 프랑스의 철학자 질 들뢰즈에 의해 존재론의 차원에서 재해석된다. 들뢰즈는 ≪천개의 고원≫에서 이 논쟁을 소개하며, 조프루아의 입장을 밝힌다.
퀴비에는 “각 기관들 사이에서의 유사성과 형태의 유비”가 존재할 뿐 그 이상의 무엇이 있는 것은 아니라고 주장하며, 조프루아가 사기꾼에 불과하다고 비난한다. 그러자 조프루아는 “동일한 <추상적인 동물>”이라는 것이 세계에서 구현되고 있는 것이라고 말하며, 매순간마다 이 <추상적인 동물>은 주변 환경과 작용하면서, 환경에 의해 모습을 구성해나가고 유지해나간다고 주장한다. 들뢰즈는 여기서 조프루아가 <괴물들>을 제시했다고 지적한다. 즉 인간 존재는 일종의 괴물들로, “특정한 발전 정도에서 멈춘 태아들”이라는 것이다.
들뢰즈는 조프루아의 <추상적인 동물>에서,‘존재의 일의성’을 철학적인 개념으로 강조한다. 즉, 서로 다른 4개의 생명체로서 그 사이에 다층적인 존재의 위계와 단절이 있는 것이 아니라, 개체는 단지 <추상적인 동물>의 변주들일 뿐이다. 이로써 기형이나 변종과 같이 경계에 있는 개체들이 변주로서의 생명체 내에서는 자연스러운 것이며, 오히려 생명체의 발생에 관해 더 많은 비밀을 담고 있는 것이다. 에티엔 조프루아 생틸레르와 그의 아들 이시도르 조프루아 생틸레르가‘기형학’이라는 분야를 정립시키면서 집중했던 연구가 바로 한 개체에서 다른 개체로 넘어가는 일종의 변종 상태의 종들이었다. 이로써 들뢰즈는 존재라는 것이 ‘차이를 만들어내는 것’을 통해서만 존재할 수 있는 것이라고 강조하며, 차이를 적극적으로 긍정하는 입장을 전개시켜나간다.

## 20세기 초반: 기형과 진화론의 논쟁
인류의 진화에 대한 연구가 시작되었다. 이 때 주목을 받게 된 것이 발생과 진화에 있어서의 기형의 역할이다. 많은 과학자들은 기형, 즉 돌연변이가 현 인류의 정체성을 밝혀줄 수 있을 것이라는 기대를 걸게 되었다. 연구가 진행되며, 돌연변이에 대한 입장은 크게 둘로 나뉘었다. 이 둘은 다윈의 진화적 관점을 따르는 다윈주의 혹은 생물측정학파와 윌리엄 베이트슨을 필두로 한 멘델의 유전적 관점을 따르는 격변론 혹은 도약진화설이다. 생물측정학파는 진화가 연속성을 갖는다고 생각했으며, 멘델학파는 불연속성을 갖는다고 생각했다. 이 둘의 논쟁은 1900년에서 1906년에 극심하게 과열되었으며, 대립이 해결된 것은 1930년이 된 후의 일이다.

### 생물측정학파와 격변론
생물측정학파는 다윈의 진화론을 옹호하는 입장이다. 다윈의 진화론은 어떠한 개체가 변이를 일으키게 되고, 변이가 생존 유지에 더 유리해 진다면, 자연이 선택하여 개체가 살아 남게 되는 것으로 변이와 진화를 이해했다. 이 관점에 의하면 새로운 종의 발생은 이미 존재하고 있던 어떠한 종이 시간의 흐름에 따라 변이를 일으키고, 이 중 높은 빈도를 가진 종이 자연에 선택하게 됨을 의미한다. 반대로 빈도가 높지 않는 변이의 경우는 자연 선택설에 의해 자동적으로 소멸된다. 따라서 모든 종은 관계를 가지고 있으며, 연속적이다. 이를 변이가 연속성을 가지고 있다고 정의한다. 생물측정학파의 입장에 의하면 변이는 어떤 종이 미묘한 변화로 서서히 변하며 진화하는 것을 의미하며, 따라서 기형과 같은 특수성이 강한 존재는 자연적으로 자연 선택설에 의해 도태되기에 기형은 진화학적으로 중요한 역할을 갖지 않는다.
그러나 1900년에 멘델이 발표한 멘델법칙이 재조명되며, 연속적인 변이만 존재하는 것이 아닌 불연속적인 변이가 존재한다는 것이 밝혀졌다. 멘델학파 중 윌리엄 베이트슨은 멘델법칙에서 발견된 불연속적인 변이에 집중하며 생물의 진화에 접근하였다. 이런 관점에서 진화론을 바라보는 것을 격변론 혹은 도약진화설이라고 부른다. 이에 속한 대표적인 인물이 윌리엄 베이트슨, 드 브리스, 모건 등이다. 윌리엄 베이트슨은 처음으로 유전학(genetics)라는 학문명을 만들었고, 드 브리스는 도약진화설을 '돌연변이학'으로 명칭하고자 하였으며, 모건은 '유전자설'을 정립하여 불연속성 변이 이론을 뒷받침하였다.
불연속적인 변이는 생물이 진화를 할 때 돌연변이가 발생하며, 불연속성을 가지는 것을 의미한다. 윌리엄 베이트슨은 유전학자로 이런 관점을 유전적인 관점에서 접근했다. 그는 기형을 만들어낸 유전자 역시 유전 과정을 통해 자손에게 전달되며, 이런 변이유전자에 의해 진화가 가능하다고 생각했기에 진화에 있어 기형의 역할이 중요했다. 따라서 이들에게 진화란 그저 돌연변이들이 만드는 변이에 의한 자연스러운 현상이며, 자연선택설이 절대적인 진화에 대한 기준이 아닌 부적절한 돌연변이를 제거하는 역할만을 하는 이차적인 역할을 한다고 인식했다.

### 신다윈주의
생물측정학파와 멘델학파의 논쟁은 1930년 무렵 신다윈주의가 등장하며 해결된다. 신다윈주의의 근대적 종합(modern synthesis)은 현대 진화론에서 중요한 기반이 되며, 이것이 다윈주의를 기반으로 한 생물측정학파와 도약진화설을 기반으로한 멘델학파와의 논쟁을 끝맺게 만들었다. 여기서 근대적 종합은 다윈의 진화론과 유전학의 의견을 모두 수렴하여 결론을 내린다. 결과적으로 기형이 발생하여 이것이 유전적으로 자손에게 전달된다고 말하는 도약진화설의 이론을 받아들여 괴물이 단순히 임의적으로 발생하고 자연 도태되는 것이 아닌 후세로 유전을 전달하여 종의 분화에 중요한 역할을 갖는다고 생각했다. 한편으로는 이 새로 발생된 종의 지속여부는 자연 선택설에 의해서 결정된다는 생물측정학파의 이론 역시 부분 받아들였다. 따라서 이와 같은 근대적 종합의 결론은 생물학적으로 기형의 발생이 한 연구 분야로서 현대 생물학에서 중요한 역할을 가질 수 있음을 확인하며, 진화적 과정에서 변이가 어떤 영향을 미치는지 규정한 것과 같다.

## 현대: 현대 의학에서 기형학의 정립
20세기 초 기형인자에 관한 실험이 실시되면서 기형을 일으키는 원인, 즉 기형인자를 규명하는 데 연구에 초점이 이루어지게 되었다. 20세기의 기형학은 vitro-test와 vivo-test의 방법이 도입되면서 기형학적 연구의 접근 가능성이 많아지게 되었다. 이런 새로운 형태학적 방법과 전자 현미경의 발달은 기형학의 발전을 가져왔으며, 기형학이 의학에 통합되는 계기를 마련했다.
이후 1971년 유럽에는 기형학 협회를 창립해 지금까지 선천성 기형의 원인을 밝혀내기 위한 연구를 하고 있으며, 미국, 캐나다, 일본 등에도 유럽과 같은 기형학 협회가 만들어졌다. 오늘날 기형학적 연구는 19세기 이전 진화학적 측면의 연구와 달리 기형을 임상적으로 분류하고 원인을 규명해 선천성 기형의 예방책을 마련하자는 취지의 연구에 중점을 두고 있다.

### 기형의 분류
기형은 임상적으로 몇 가지 분류 방법이 있다. 먼저 형태학적 이상의 정도에 따른 분류법이 있다. 이 방법에 따르면 기형이 심각한 의학적 혹은 사회적 문제를 일으키지 않을 경우 소기형, 기형이 사회에 적응할 수 없을 만큼 심한 장애 요인으로 작용할 경우 대기형으로 분류한다. 둘째, 원인의 수에 따른 분류가 있다. 기형이 한 가지 원인에 의한 것일 경우 증후군형, 두 가지 이상의 원인이 복합해서 작용한 경우 비증후군형으로 분류한다. 마지막으로 발생에 영향을 주는 원인의 종류에 의하여 나누는 방법이 있다.

### 기형의 원인
선천성 기형은 신생아의 약 3%를 차지한다. 하나의 원인이 단독으로 또는 여러 원인이 복합적으로 작용해 발생한다. 최근, 이전에 발생한 기형사례에 대한 모니터링을 기반으로 기형의 원인에 대한 연구가 활발하게 이루어지고 있다.
기형이 일어나는 원인은 보통 유전 인자에 의한 것과 환경 인자에 의한 것으로 나눈다. 그러나 여러 요인들이 상호작용하는 경우도 있기 때문에 정확하게 구분하기는 쉽지 않다.
먼저, 환경적 요인으로는 알코올, 항 경련제, 신경 안정제 등의 1) 최기형 물질, 풍진 바이러스, 매독 바이러스 등의 2) 전염 병원체, 그리고 3) 방사선이 있다. 염색체, 유전인자에 의한 기형으로는 염색체의 이상이 있는 경우, 유전자에 이상이 있는 경우로 나눌 수 있다. 염색체의 이상은 보통 염색체 비분리로 인한 수 이상에 의해 나타나며 21번 상염색체가 3개인 다운증후군, 성염색체가 XXY형을 가지는 클라인펠터 증후군, 성염색체가 X염색체 1개만 존재하는 터너증후군 등이 있다.

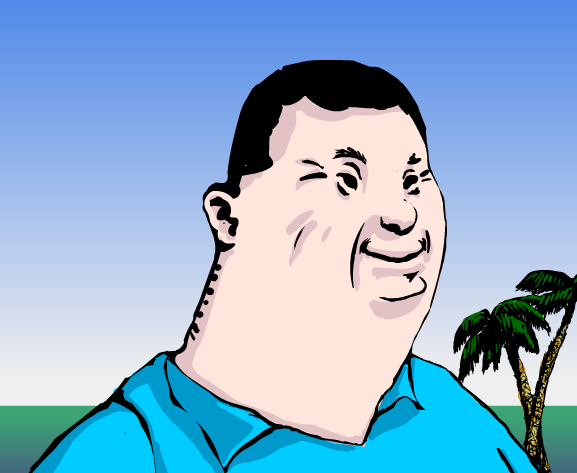
다운 증후군
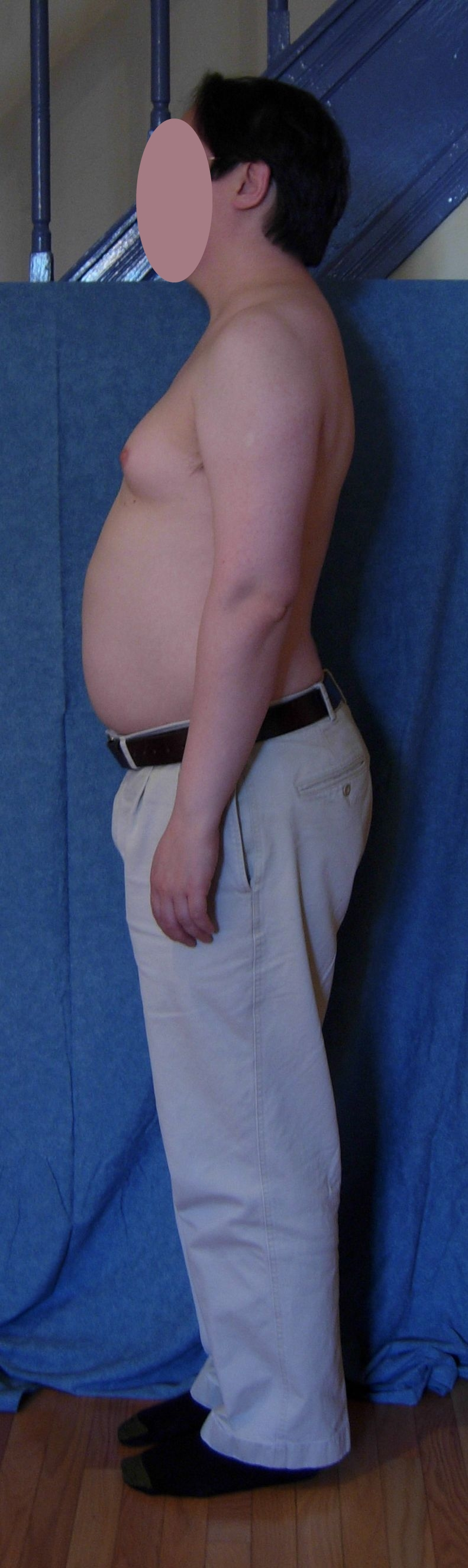
클라인펠터 증후군
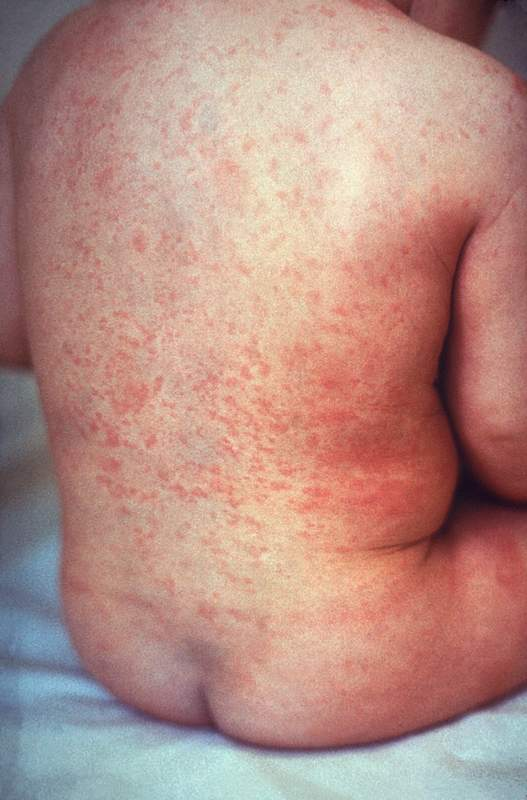
풍진

## 참고 문헌
- 호메로스,"일리아스", 소담출판사, 2002, ISBN 8973817183
- 불핀치, "그리스 로마 신화", 혜원출판사, 2011, ISBN 9788934410690
- 아먼드 마리 르로이, "돌연변이:유전적 변이와 인체의 형성", 해나무출판사, 2006, ISBN 8989799554
- 게르트 호르스트 슈마서,"신화와 예술로 본 기형의 역사", 자작출판사, 2001, ISBN 8989053196
- 마크 s. 블럼버그, "자연의 농담 : 기형과 괴물의 역사적 고찰", 알마출판사, 2012, ISBN 9788994963358
- 최정은, "동물, 괴물지, 엠블럼 : 중세의 지식과 상징", 휴머니스트출판사, 2005, ISBN 895862048X:
- 게리 제닝스, "엉뚱한 과학사 : 마법, 점성술, 연금술, 요정, 괴물의 역사", 한울림출판사, 1991
- 노명희(외), "혈액학", 고려의학출판, 2011, ISBN 9788970437910
- Ian D. Young, "의학유전학", 월드사이언스출판, 2009, ISBN 9788958811305
- 아르눌프 지텔만, "세계의 종교", 예담출판사, 2006, ISBN 895913130X

- 제임스 르 파누, "과학 인간의 신비를 재발견하다", 시그마북, 2010, ISBN 9788984453838
- R.J.BERRY, "동물대백과", 아카데미 서적, 1995, ISBN 9788976161369
- 에드워드 J.라슨 저, "진화의 역사", 을유문화사, 2006, ISBN 9788932430737
- 쑨자오룬 저, "지도로 보는 세계 과학사", 시그마북스, 2009, ISBN 9788984453333
- 자크 바전 저, "새벽에서 황혼까지 1500-2000", 민음사, 2006, ISBN 9788937425578
- 하재청(외), "인체 발생학", 아카데미 서적, 1993
- 이진성, "선천성 기형의 임상적 접근",Journal of Genetic Medicine, 2008
- 홍용희, 이동환, "선천성 기형의 발달 생리학", 대한 의학 유전학회지, 2008

## 같이 보기
- 생물학
- 발생학
- 병리학
- 돌연변이